# Hakonos
Hakonos (Callorhinchus callorhynchus) – gatunek morskiej ryby zrosłogłowej z rodziny hakonosowatych (Callorhinchidae). Poławiana dla smacznego mięsa.

## Zasięg występowania
Pacyfik południowo-wschodni i południowo-zachodni Atlantyk – na głębokościach od 10 do 116 m.

## Cechy charakterystyczne
- pysk zakończony hakowatą trąbą (ang. nazwa: elephantfish)
- pierwsza płetwa grzbietowa z ostrym kolcem
- duże płetwy piersiowe
- dorasta do około 90 cm długości[4]
- gatunek jajorodny